# 46 Virginis
46 Virginis är en orange jätte i Jungfruns stjärnbild.
Stjärnan har visuell magnitud +6,05 och är svagt synlig för blotta ögat vid god seeing. Den befinner sig på ett avstånd av ungefär 325 ljusår.